# Эсперантинополис

Эсперантинополис на карте штата.

Эсперантинополис (порт. Esperantinópolis) — муниципалитет в Бразилии, входит в штат Мараньян. Составная часть мезорегиона Центр штата Мараньян. Входит в экономико-статистический микрорегион Медиу-Меарин. Население составляет 18 452 человека на 2010 год. Занимает площадь 452,439 км². Плотность населения — 40,78 чел./км².

## Демография
Согласно сведениям, собранным в ходе переписи 2010 г. Национальным институтом географии и статистики (IBGE), население муниципалитета составляет:
| Полное население                               | Полное население                               | Полное население                               | Полное население                               | 18 452 |
| ---------------------------------------------- | ---------------------------------------------- | ---------------------------------------------- | ---------------------------------------------- | ------ |
| в том числе:                                   | Городское население                            | 10 035                                         | Процент городского населения, %                | 54,38  |
|                                                | Сельское население                             | 8417                                           | Процент сельского населения, %                 | 45,62  |
|                                                | Мужское население                              | 9075                                           | Процент мужского населения, %                  | 49,18  |
|                                                | Женское население                              | 9377                                           | Процент женского населения, %                  | 50,82  |
| Плотность населения, чел/км²                   | Плотность населения, чел/км²                   | Плотность населения, чел/км²                   | Плотность населения, чел/км²                   | 40,78  |
| Население муниципалитета в % к населению штата | Население муниципалитета в % к населению штата | Население муниципалитета в % к населению штата | Население муниципалитета в % к населению штата | 0,28   |

По данным оценки 2016 года, население муниципалитета составляет 17 029 жителей.

## Статистика
- Валовой внутренний продукт на 2003 год составляет 25 075 550,00 реалов (данные: Бразильский институт географии и статистики).
- Валовой внутренний продукт на душу населения на 2003 год составляет 1144,27 реала (данные: Бразильский институт географии и статистики).
- Индекс развития человеческого потенциала на 2000 год составляет 0,593 (данные: Программа развития ООН).